# Валеева, Зиля Рахимьяновна
Зи́ля Рахимья́новна Вале́ева (род. 15 октября 1952, Уфа) — государственный деятель Республики Татарстан и деятель культуры Российской Федерации, кандидат философских наук (2010).
В течение 20 лет, в период с 1992 по 2012 год — одна из ключевых фигур политической жизни и самая влиятельная женщина-политик одной из республик Российской Федерации — Республики Татарстан.
В настоящее время — директор ГБУ "Государственный историко-архитектурный и художественный Музей-заповедник «Казанский Кремль», председатель республиканской общественной организации «Женщины Татарстана», председатель Комиссии Республики Татарстан по делам ЮНЕСКО.

## Биография
1970—1980 гг. — корреспондент, заведующая отделом литературы и искусства республиканской молодежной газеты «Ленинец», г. Уфа.
1980—1982 гг. — корреспондент газеты «Вечерняя Казань», г. Казань.
1982—1990 гг. — корреспондент, заведующая отделом социальных проблем газеты «Советская Татария», г. Казань.
1990—1992 гг. — редактор отдела политики газеты «Известия Татарстана», г. Казань.
1992—1995 гг. — первый заместитель председателя Верховного Совета РТ.
1995—1999 гг. — заместитель председателя Госсовета РТ.
1999—2001 гг. — министр по делам печати, телерадиовещания и средств массовых коммуникаций РТ.
2001—2005 гг. — заместитель премьер-министра Республики Татарстан.
2005—2011 гг. — заместитель премьер-министра — министр культуры Республики Татарстан.
Март 2011 — май 2012 — заместитель премьер-министра Республики Татарстан.
С 17 мая 2012 г. — директор ГБУ "Государственный историко-архитектурный и художественный Музей-заповедник «Казанский Кремль».

## Политическая позиция
В марте 2014 года поддержала аннексию Крыма, подписала письмо президенту России Владимиру Путину в поддержку аннексии.

## Награды
- Орден Дружбы (2008);
- Медаль «В память 300-летия Санкт-Петербурга» (2003);
- Медаль «В память 1000-летия Казани» (2005);
- Лауреат Премии Правительства РФ в области культуры (2009);
- Медаль «За доблестный труд»;
- Почётная грамота Республики Татарстан (2002);
- Благодарственное письмо Президента РТ (2007).